# Can de Jennings

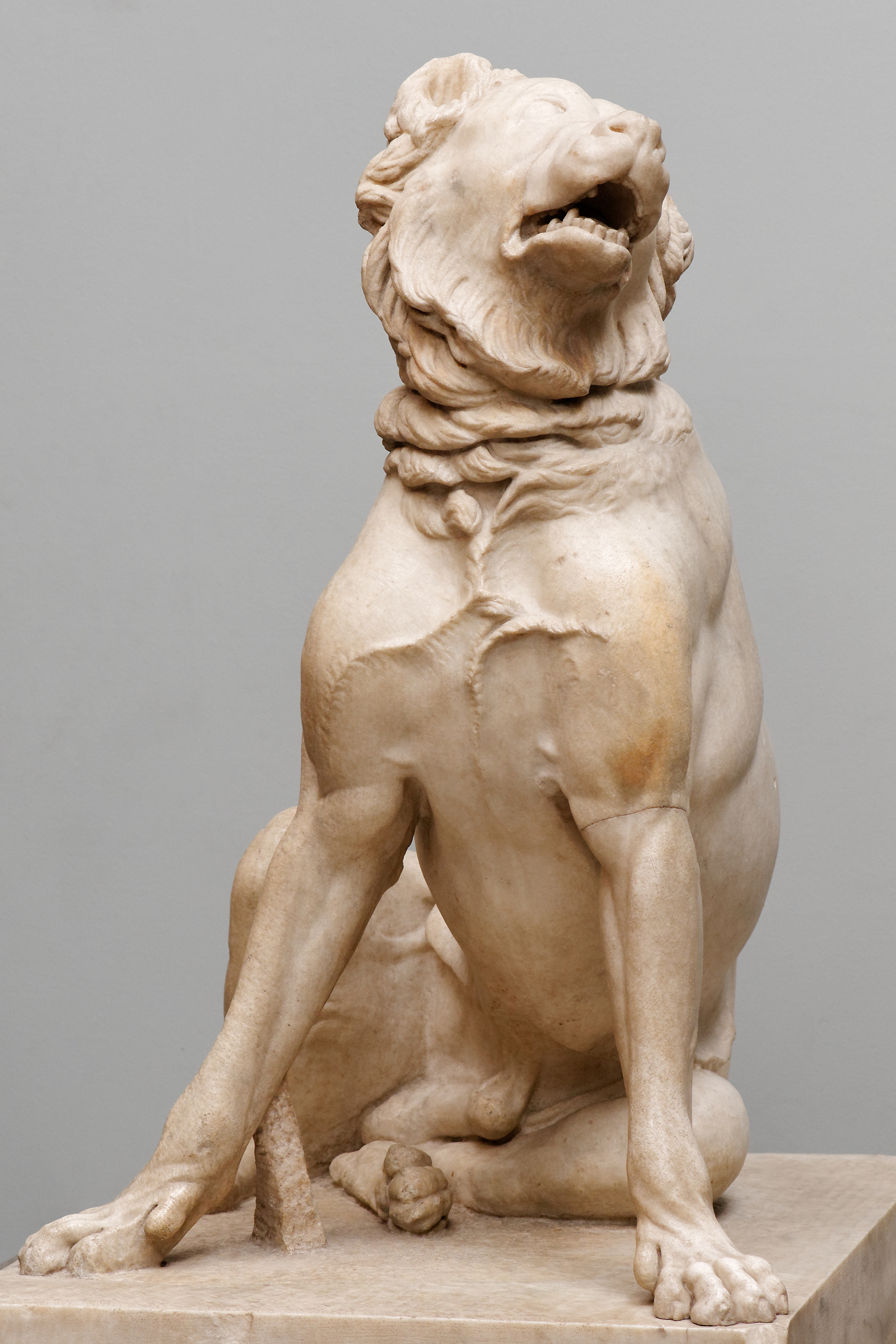
El can de Jennings, en exhibición en el Museo Británico

El can de Jennings (también conocido como el can de Duncombe o el can de Alcibíades) es una escultura romana de un perro con una cola cortada. Denominado así a partir de su primer propietario moderno, Henry Constantine Jennings, es una copia romana del siglo II d. C. de un original de bronce helenístico. El original probablemente data del siglo II a. C. Mide 1.05 m de alto; su hocico leonino y una pierna han sido reparados desde su redescubrimiento. Aunque es una de las pocas esculturas de animales que sobreviven desde la antigüedad, un par de mastines de mármol similares del mismo modelo se pueden ver en el Patio del Belvedere de los Museos Vaticanos.

## Can moloso
Es identificado en el Museo Británico como un moloso. La raza de los molosos era originaria de Epiro en el noroeste de Grecia, que fue saqueada por Roma en el 168 a. C., por lo que se supone que estuvo asociada con algún monumento cívico en Epiro, y que fue traída a Roma. Plinio menciona a un perro de bronce muy valorado que sobrevivió en Roma durante su vida, antes de perderse en el 69 d. C.
 

[...] nuestra propia generación vio en el Capitolio, antes de que se incendiara quemado a manos de los seguidores de Vitelio, en el santuario de Juno, una figura de bronce de un sabueso lamiendo su herida, la excelencia milagrosa y la verdad absoluta a la vida de la que se muestra no sólo por el hecho de su dedicación en ese lugar, sino también por el método tomado para asegurarlo; porque como ninguna suma de dinero parecía igualar su valor, el gobierno promulgó que sus custodios deberían ser responsables por su seguridad con sus vidas.

## Descubrimiento y compra
La escultura de piedra fue descubierta en el Monte Cagnuolo, cerca del antiguo Lanuvium, el sitio de una villa imperial de Antonino Pío, 32 km al sureste de Roma, donde probablemente se hizo; su primer propietario moderno fue el escultor, restaurador y comerciante de antigüedades Bartolomeo Cavaceppi. Jennings lo vio en un montón de escombros en el taller de Cavaceppi en Roma entre 1753 y 1756, se lo compró por 400 escudos y se lo llevó a Gran Bretaña.
La escultura se hizo famosa a su llegada a Gran Bretaña, alabada por Horace Walpole entre un escaso puñado de magistrales esculturas romanas de animales, con réplicas que fueron pensadas para hacer «una apariencia muy noble en el salón de un caballero», según decía Samuel Johnson.

## «El can de Alcibíades»
Una historia en la vida de Alcibíades de Plutarco, cuenta que el estadista tenía un perro grande y hermoso cuya cola Alcibíades cortó para invocar la piedad de los atenienses y distraerlos de sus peores hazañas. La cola rota de esta escultura llevó a Jennings a vincularla con esta historia, llamándola «el perro de Alcibíades»; bajo este título, un par de copias en piedra de Pórtland fueron instaladas por Robert Adam en el Newby Hall, Yorkshire, hacia 1780, y a finales del siglo XIX un par en piedra de molde fueron puestas en los jardines de Basildon Park, Berkshire. Un par esculpido en serpentinita fue vendido por Bonham's, Londres, en 2005.

## «El can de Duncombe»
En la liquidación de sus deudas de juego en 1778, Jennings se vio obligado a vender la escultura, declarando que «Un buen perro era, y un perro afortunado fui yo para comprarlo». El perro fue vendido poco después en Phillips por £1000 a Charles Duncombe. James Boswell registra una conversación entre Johnson y otros miembros del Club Literario, en el momento de la venta de la estatua, en la que Edmund Burke exclamó «¡Mil guineas! La representación de ningún animal vale tanto», a lo que Johnson respondió « Señor, no es el valor de la cosa, sino la habilidad para formarla, que es tan estimada. Todo lo que amplía la esfera de los poderes humanos, que le muestra al hombre que puede hacer lo que pensó que no podía hacer, es valioso».
Durante 150 años, la escultura estuvo de guardia en el vestíbulo de entrada del Duncombe Park, la mansión familiar en Yorkshire; allí fue descrita con entusiasmo en 1859: «Entre las estatuas de este apartamento se destaca particularmente una excelente escultura antigua, que representa al Perro de Alcibíades, que se dice que es obra de Mirón, un escultor griego». Permaneció allí, lejos de la vista del público, hasta 1925. En ese año, los impuestos a la herencia obligaron a los Duncombe a alquilar el salón a la Queen Mary's School for Girls, cuyos alumnos se rumoreaba que alimentaban al perro con sándwiches Marmite innecesarios.

## El Museo Británico
Finalmente fue vendida por el descendiente de Thomas Duncombe, Charles Anthony Peter Duncombe, sexto barón Feversham, en 2001. La Fundación Sarah Campbell Blaffer en el Museo de Bellas Artes de Houston había intentado comprarla (la escultura se había mostrado en los Estados Unidos en la década de 1980), al precio de $950,000, pero el Reino Unido aplazó la concesión de una licencia de exportación. Con la escultura en exhibición temporal en su Gran Patio, el retraso en la exportación le dio al Museo Británico tiempo suficiente para recaudar las £662,297 restantes a través de una apelación pública, y así adquirirla permanentemente. Actualmente se encuentra en exhibición permanente en la galería 22 del Museo, B. 2001.1010.1.